# جانکارلو برچلینو
جانکارلو برچلینو (به ایتالیایی: Giancarlo Bercellino) بازیکن فوتبال و اهل ایتالیا است.

## تیم ملی
از سال ۱۹۶۵ میلادی عضو تیم ملی فوتبال ایتالیا بوده و در ۶ بازی ملی حضور داشته‌است. او در بازی‌های ملی‌اش گلی به ثمر نرساند.
جانکارلو برچلینو آخرین بازی ملی خود را در سال ۱۹۶۸ میلادی انجام داد.